# Дзампори, Джорджо
Джорджо Дзампори (итал. Giorgio Zampori; 4 июня 1887, Милан — 7 декабря 1965, Брешиа) — итальянский гимнаст, четырёхкратный чемпион Олимпийских игр. Одерживал победы в командном первенстве в 1912, 1920 и 1924 годах, становился чемпионом в индивидуальном первенстве в 1920 году и завоёвывал бронзовую медаль в 1924 году на параллельных брусьях. Четырёхкратный чемпион мира (1911 — параллельные брусья, 1913 — параллельные брусья, конь и кольца).
Обладатель наибольшего количеств золотых олимпийских наград среди итальянских спортсменов, которые не занимались фехтованием.